# Isolepis tasmanica
Isolepis tasmanica là loài thực vật có hoa trong họ Cói. Loài này được (S.T.Blake) K.L.Wilson mô tả khoa học đầu tiên năm 1981.